# Стоманодобив
Стоманодобив се нарича промишленото производство на стомана. Спада към черната металургия. Историята на съвременната промишленост започва в средата на 19 век, когато е въведен първият технологичен процес за масово производство – Бесемеровият процес – и оттогава заема важно място в световната икономика.

## Технология
Желязото се среща в земната кора под формата на желязна руда – свързано с други елементи, като кислород или сяра. Типични съдържащи желязо минерали са хематитът (Fe2O3) и пиритът (FeS2). Желязото се извлича от рудата чрез отделяне на кислорода и сярата и съчетаването му с желан примес, като въглерода. Исторически подобен процес е използван за добиване на метали с по-ниска температура на топене, като калай (температура на топене 250 °C) и мед (температура на топене 1100 °C). В сравнение с тях температурата на топене на желязото е по-висока – 1375 °C, но е постижима още през бронзовата епоха. Тъй като оксидацията се засилва значително при температури над 800 °C, топенето трябва да става в среда с ниско съдържание на кислород. За разлика от калая и медта, течното желязо лесно разтваря въглерода, поради което получената сплав съдържа твърде много въглерод.
За получаването на стомана чугунът, сплав на желязото с относително високо съдържание на въглерод, се разтопява и се подлага на допълнителна преработка, при която се отстранява излишният въглерод и други нежелани примеси, а в някои случаи се добавят легиращи елементи. Полученият течен материал се излива или чрез процеса на непрекъснато леене или в блуми и сляби за последваща обработка, като в съвременната металургия около 96% от стоманата се получава чрез непрекъснато леене.
Отлятата стомана впоследствие се валцува в различни видове прокат – листове, армировъчни пръти, профили, релси и други. В съвременните металургични предприятия целият процес на производство на стомана, нейното отливане и валцуване до прокат се извършва на една обща технологична линия, в която постъпва изходен материал (желязна руда или скрап) и от която излизат готови стоманени продукти. Понякога процесът включва и термична обработка на готовия прокат, но това е сравнително рядка практика